# Irena Grotowska

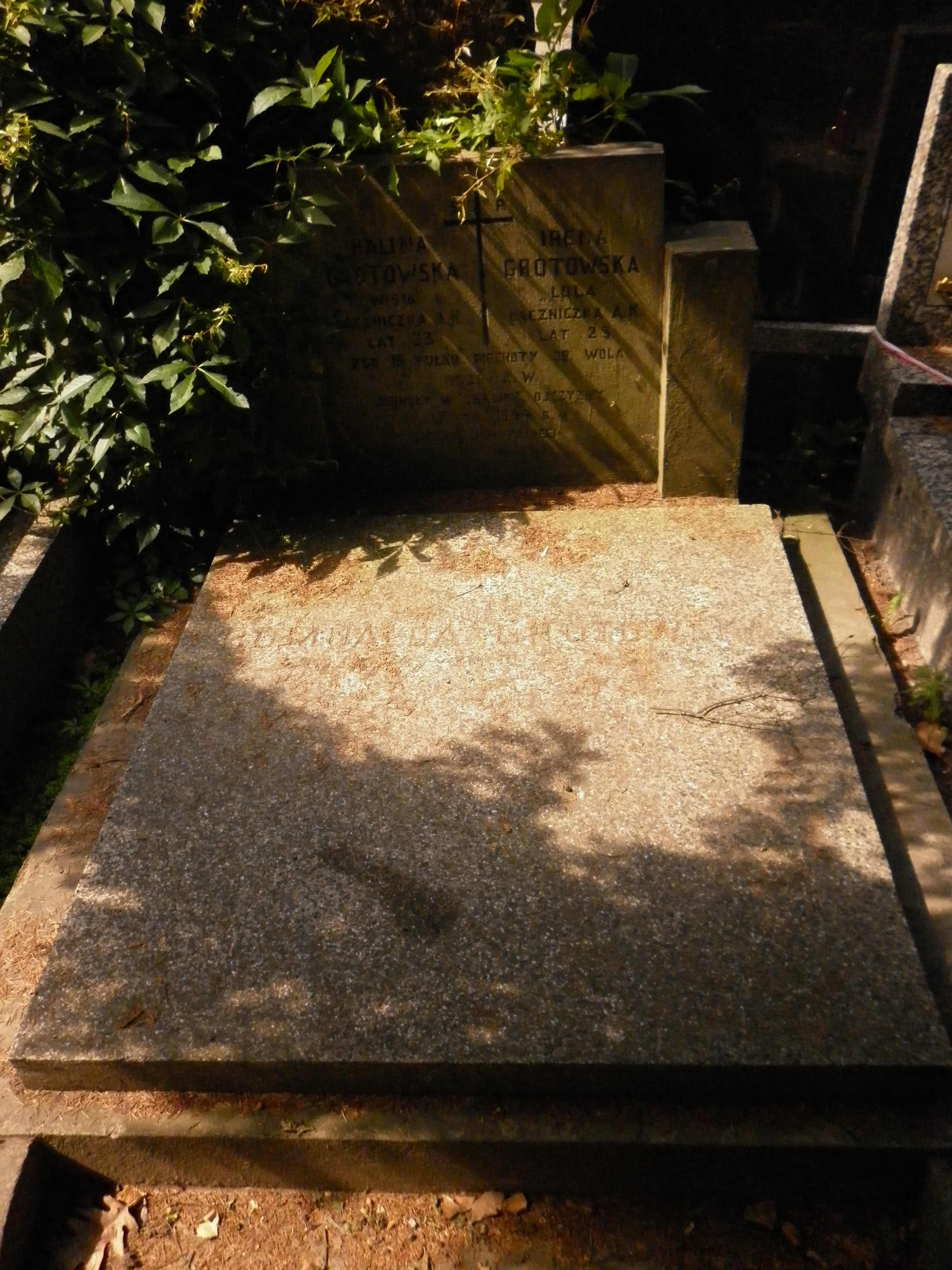
Grób Ireny Grotowskiej na Cmentarzu Wojskowym na Powązkach w Warszawie

Irena Grotowska, pseudonim Irena (ur. 22 lutego 1921, zm. 17 września 1944) – polska działaczka podziemia niepodległościowego w czasie II wojny światowej, łączniczka, żołnierz AK.

## Życiorys
Zamieszkała w Warszawie. Podczas okupacji była starszym referentem Rady Głównej Opiekuńczej. Pracowała w konspiracji w Polskim Komitecie Samopomocy Społecznej, udzielając pomocy rodzinom osób aresztowanych bądź straconych oraz osieroconym dzieciom. W ZWZ-AK do maja 1942 w Wydziale Wywiadu Komendy Okręgu Warszawa, następnie łączniczka WSK w Obwodzie AK Wola.
W powstaniu warszawskim łączniczka obwodowej składnicy meldunkowej „S”, potem „K-1”. Poległa wraz z siostrą Haliną na ulicy Kruczej 3. Pochowana na Cmentarzu Wojskowym na Powązkach w Warszawie (kwatera A25-11-15/16).